# Mina Agrupa Vicenta

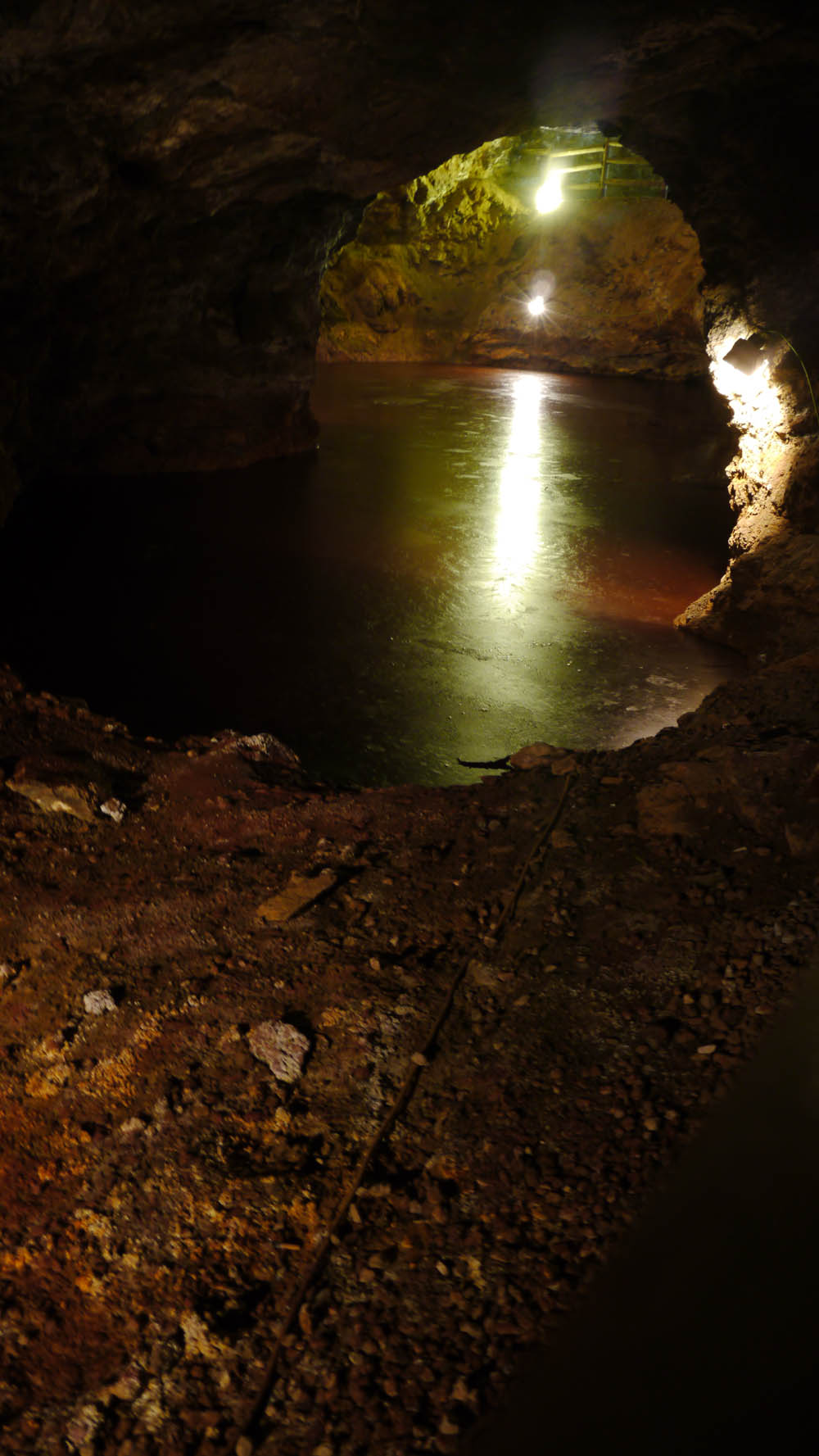
Lago ácido en el interior de la mina Agrupa Vicenta.

La mina Agrupa Vicenta es una mina adaptada para visitas turísticas situada en la Sierra Minera de Cartagena-La Unión en el término municipal de La Unión (Murcia), España. Se accede por la subida de la Ruta Minera del Camino del 33. Está formada por una galería de acceso que desemboca en una cámara de unos 4000 metros cuadrados, con 80 metros de profundidad máxima bajo la ladera del monte Sancti Spiritu. Forma parte del conjunto turístico del Parque Minero de La Unión.

## Ubicación
La mina está situada en las coordenadas 37°36'42"N 0°52'05"W , dentro de la Sierra Minera de Cartagena - la Unión, una de las últimas estribaciones de las cordilleras Béticas, caracterizada por una gran abundancia de mineral explotable, aunque en concentraciones de baja ley. Esta baja concentración ha hecho que haya tenido períodos de pujanza y total abandono de la actividad minera, según las posibilidades tecnológicas de explotación del contenido. El corazón de estas explotaciones ha sido el municipio de La Unión, en el que se encuentra la mina.
La entrada está en la carretera o camino del 33, vía habilitada para facilitar el tránsito de los mineros entre los núcleos de población de La Unión y Portmán, así como a las explotaciones del entorno, y como alternativa al sendero de la Cuesta de las Lajas, más empinado y sinuoso. Las actuaciones de adaptación turística  de esta vía han hecho que se renombre como Ruta Minera del 33.
En el entorno de la mina, y dentro del Parque Minero de La Unión, se encuentran la mina Remunerada (pegada, y probablemente conectada con la Agrupa Vicenta) al norte. Esta mina extraía casiterita, que se utilizaba como mena de estaño. Continuando la subida por el camino del 33, un poco más al sur y en un plano más elevado, la mina Pablo y Virginia, de características muy similares a la Agrupa Vicenta. Siguiendo por el camino se encuentra la llamada "ermita", el túnel de un antiguo polvorín habilitado para contener una pequeña imagen de la Virgen del Rosario, patrona de la localidad, y algunos exvotos. En el valle, Por debajo está el lavadero Remunerada., que procesaba los minerales extraídos de la mina del mismo nombre.

## Geología
La mina, explotada mediante el proceso de "cámaras y pilares", se encuentra excavada dentro del filón de mineral, que llega a tener un espesor de unos cinco metros. Este filón, en un manto piritoso conocido como "manto de los azules", está compuesto de sulfuros como predominio del sulfuro piritoso, que será el que se explote para la extracción de pirita, aunque también se haya utilizado para extraer plomo. Sin embargo, el bajo contenido en galena del filón en esta zona hizo que su explotación fuese poco rentable.
El filón está rodeado de esquistos, unas pizarras talcosas muy poco consistentes que debía evitarse descubrir para evitar derrumbes.
Los procesos de cambio dentro de la mina han llevado a que en algunas zonas se forme melanterita, mineral de sulfuro de hierro. Por efecto del sufúrico, también es posible encontrar epsomita en los niveles inferiores.

## Historia
La mina Agrupa Vicenta se denuncia (registra para su explotación) en 1869 con el nombre de Agrupa Vicente, registrándose como mina de plomo. La denuncia corre a cargo de la Sociedad 4 amigos, entre cuyos accionistas se encontraba el empresario minero Hilarión Leroux. La citada escasez de galena hizo que se detuviera la producción de plomo en favor de la pirita. Sin embargo, las dificultades de aprovechamiento de este mineral debió hacer que la explotación se detuviera por completos hasta que hacia 1902 empezó a demandarse para la fabricación de ácido sulfúrico, probablemente en la fábrica de la Unión Española de Explosivos de Garrabino, en la cercana localidad de Alumbres. Esta demanda fue la que activó la explotación de pirita en la Sierra, dado que su explotación como mena de hierro no resultaba rentable, y mediante un proceso de tostación se obtenía ácido sulfúrico. La producción se trasladaría posteriormente a la entrada de Cartagena, a la zona de las desaparecidas "naves de Potasas".
Debido a las características de la minería de la zona, especialmente la baja tecnificación, se trató siempre de  una pequeña explotación que, en el auge de su actividad, no llegó a tener más de 20 trabajadores. Pese a lo que se ha difundido en la promoción turística, no se ha documentado el trabajo de niños en esta mina, aunque sí en otros puntos de la Sierra.
Durante la Guerra Civil, las minas de pirita fueron explotadas por la UGT, probablemente dentro del esfuerzo de guerra de un sector estratégico, documentándose que durante esta época continuó la producción de la Agrupa Vicenta. Sólo el deterioro de la situación en la zona controlada por el gobierno de la República llevaría a su cierre en 1938, para reabrirse en 1940, iniciando un período de auge debido a la elevada demanda de pirita, que decaería a lo largo de los años 60 del siglo XX, y que llevaría a su cierre definitivo en los años 1970-71, poco más de un siglo después de su denuncia.
En esta última época, como casi todas las explotaciones mineras de la Sierra, la mina pasó a manos de la Sociedad Minero-Metalúrgica Peñarroya (SMMP), ya en régimen de propiedad y no de concesión. Sin embargo, probablemente a causa de lo limitado de su producción y las dificultades de tecnificación, su explotación fue siempre en régimen de arrendamiento, siendo la Sociedad Mina Hércules la que termina por cerrarla. Veinte años después, en 1991, cesa toda la actividad minera de la Sierra.

### LaAgrupa Vicentacomo centro del Parque Minero de La Unión
En el año 2007, el Ayuntamiento de La Unión promueve el proyecto europeo MINEU, integrado en la iniciativa Cultura 2000 de la Unión Europea, que pone las bases para la recuperación de la mina para su uso turístico y patrimonial. La dirección del proyecto es asumida por el Consorcio Turístico Sierra Minera y, tras su disolución, por el propio Ayuntamiento. En el verano de 2010 se abre al público, integrada dentro del Parque Minero de La Unión, en régimen de concesión a una empresa privada. 
La rehabilitación de la mina Agrupa Vicenta fue galardonada con el Premio Santa Bárbara, galardón con el que el Colegio Oficial de Ingenieros de Minas de Levante premia aquellos proyectos que han destacado en el ámbito del desarrollo sostenible y la recuperación del paisaje minero, en el ámbito nacional, ha sido otorgado al Ayuntamiento de La Unión, por la rehabilitación de dicha mina.
La visita a la mina (a la que se llega mediante un tren turístico caracterizado como una locomotora de vapor con dos vagonetas) se complementa con la visita a algunas instalaciones exteriores de la mina Pablo y Virginia (una tolva, la forja y algunas habitaciones de uso indeterminado), a la "ermita" y un polvorín anexo en el que se han colocado algunos útiles mineros, a una balsa de lodos y al lavadero de la mina Remunerada.
A lo largo de la carretera del 33 se han instalado, totalmente descontextualizados, algunos elementos procedentes del lavadero Wandosell, en la zona del Descubierto Emilia. La nula protección frente a las inclemencias climáticas ha hecho que se encuentren ya en muy mal estado.

## Descripción
La entrada a la mina es una semicúpula de acero corten, a unos cinco metros de altura sobre la rasante del camino, a la que se accede por una escalera y que cubre un vestíbulo con una balconada que permite observar la zona, a la vez que hace de zona de introducción a la visita. Esta entrada, de diseño bastante polémico, fue diseñada por Esteban Bernal, para resolver la zona de entrada a la mina.
El acceso a la mina se realiza de forma perpendicular al monte, a través de una galería de unos 40 metros que permite el acceso a la cámara principal. Esta zona, de unos 4.000 m² es un buen ejemplo del sistema de explotación por cámaras y pilares, consistente en el vaciado desde dentro de todo el filón, manteniendo algunos pilares del propio mineral sosteniendo el techo, formado a su vez por una llave, una capa de mineral, de entre 50 cm. y un metro, que mantenía la seguridad y la integridad de la cámara. Este tipo de minas son difíciles de encontrar ya que, cuando se terminaba su explotación, se empezaban a atacar los techos y los pilares desde el fondo al exterior, retirando el mineral y causando el colapso de la cámara en un proceso de hundimiento remontante, consistente en que las partes del techo que colapsaban iban causando colapsos en niveles más elevados hasta causar un socavón en la superficie.
Esta cámara sigue el desnivel del filón, que se extiende de forma descendente hacia el nordeste (en sentido contrario a la pendiente del monte), por lo que la explotación sigue la misma inclinación, dejando una cámara con cinco subniveles que han sido especialmente diferenciados en los trabajos de musealización, que han marcado rutas de paso que antes no existían. La sala cuenta con 45 pilares de mineral y una altura máxima de 5 metros. En algunas zonas (especialmente en el inicio del itinerario) la explotación de la capa superior de mineral ha sido excesiva, descubriendo los esquistos del techo y provocando derrumbamientos, que han tenido que asegurarse mediante la construcción de llaves de madera propias de la minería del carbón y sin documentar en la zona.
En el nivel más profundo se ha formado un lago de aguas rojizas (por efecto de la pirita) con un PH de 2,8, que constituye uno de los principales atractivos de la visita turística. en el mismo nivel, junto al lago, se ha practicado una chimenea de ventilación que ha generado corrientes de aire, acelerando los procesos de oxidación del mineral. 
La salida de la mina se realiza por la galería de extracción, que conduce hasta un pozo tolva por el que se dejaba caer el mineral por gravedad, llegando a una galería inferior por el que se extraía de la mina. Esta galería, que sale a la superficie por debajo de la carretera del 33, no es visitable. Esta galería de extracción acaba conectando a  través de una escalera con la galería de entrada.
Cerca del arranque de la galería de extracción existe una galería de exploración, un pequeño túnel practicado para comprobar si el filón seguía en esa dirección. Es una galería muy estrecha que quedó abandonada en vista de que el filón no continuaba. 
Además, gracias a una espectacular musealización (que incluye efectos especiales, sistemas audiovisuales y maniquíes teatralizados), el visitante realiza un viaje en el tiempo y se traslada a otra época para como vivían y trabajaban los antiguos mineros. En el nivel intermedio se ha construido un pequeño auditorio que se utiliza para recitales de flamenco y otros eventos.